# Alb (Reno Superior)
Alb (em alemão:  Die Alb) é um rio no norte na Floresta Negra e no centro do Planalto Superior do Reno em Baden-Württemberg, com aproximadamente 51 quilômetros de extensão, que deságua no rio Reno na fronteira norte da cidade de Karlsruhe.

## Geografia

### Curso
O Alb nasce ao sudeste da montanha Teufelsmühle na altura aproximada de 743 m acima do nível do mar. Escoa a partir de sua nascente no sentido norte inicialmente através de um vale largo e profundo.